# 微氣象學
微氣象學是關於水平尺度小於中尺度的短期氣象現象的研究，尺度約為一公里甚至更小。微氣象學及中尺度氣象學有時會合稱為「微尺度及中尺度氣象學」（MMM），研究比天氣尺度小的氣象現象，也就是尺度太小，無法在天氣圖上繪製的氣象現象，像是包括小的、短暫的雲的相關現象。 
微氣象學控制大氣中最重要的混合及稀釋過程。微氣象學的重要主題包括土壤、植物、地表水及大氣之間因為近地湍流產生的传热及氣體交換。量測這些輸送程序一般會用到微氣象塔（或通量塔）。常常量測或是推導的變數有淨电磁辐射、顯熱通量、潛熱通量、地表的熱儲存、對大气层、生物圈及水圈重要的痕量氣體通量。
micronet是大氣或是环境監控的網路，由自動氣象站組成，用來監控微氣象的現象。有時也會將micronet視為是局屬測站（mesonet）中的一種，許多的micronet是空間解析度較密的局屬測站子網路。